# Tour de Corse 1973
Il Tour de Corse 1973, valevole come Rally di Francia 1973, è stata la 13ª tappa del primo campionato mondiale di rally (1973). Il rally è stato disputato dal 1° al 2 dicembre in Corsica.
Il campionato valevole solo per la classifica dei costruttori ha visto trionfare la scuderia Francese Alpine-Renault, seguita dalla Ford e dall' Opel.

## Dati della prova
| Rally di Francia 1973               | Rally di Francia 1973                      |
| ----------------------------------- | ------------------------------------------ |
| Denominazione ufficiale             | Tour de Corse                              |
| Tappa N°                            | 13                                         |
| Edizione N°                         | 17                                         |
| Data manifestazione                 | da sabato 01/12/1973 a domenica 02/12/1973 |
| Paese ospitante                     | Corsica                                    |
| Superficie                          | Asfalto                                    |
| Piloti iscritti                     | 50                                         |
| Partiti                             | 50                                         |
| Arrivati                            | 22 (44,0 % )                               |
| Prove                               | 21                                         |
| La più breve                        | 10,50 km (PS9 Bottacina - Cortichiato)     |
| La più lunga                        | 43,00 km (PS18 Santo Pietro - Lozari)      |
| Velocità media minore               | 60,37 km/h (PS16 Talasani - La Porta)      |
| Velocità media maggiore             | 96,33 km/h (PS2 Orone - Sotta)             |
| Lunghezza complessiva tappe         | 511,70 km (43,4% della distanza totale)    |
| Lunghezza complessiva trasferimento | 808,00 km                                  |
| Distanza totale                     | 1,179.80 km                                |

## Classifiche

### Sistema di punteggio
| Sistema di punteggio | Sistema di punteggio | Sistema di punteggio | Sistema di punteggio | Sistema di punteggio | Sistema di punteggio | Sistema di punteggio | Sistema di punteggio | Sistema di punteggio | Sistema di punteggio | Sistema di punteggio |
| Posizione            | 1°                   | 2°                   | 3°                   | 4°                   | 5°                   | 6°                   | 7°                   | 8°                   | 9°                   | 10°                  |
| -------------------- | -------------------- | -------------------- | -------------------- | -------------------- | -------------------- | -------------------- | -------------------- | -------------------- | -------------------- | -------------------- |
| Punteggio            | 20                   | 15                   | 12                   | 10                   | 8                    | 6                    | 4                    | 3                    | 2                    | 1                    |

### Classifica Costruttori
| 1° | Alpine-Renault | 20 | 1°  |
| 2° | Ford           | 10 | 4°  |
| 3° | Opel           | 4  | 7°  |
| 4° | Porsche        | 3  | 8°  |
| 5° | Alfa Romeo     | 2  | 9°  |
| 6° | Audi NSU       | 1  | 10° |

### Classifica piloti
| Classifica Generale | Classifica Generale  | Classifica Generale | Classifica Generale      | Classifica Generale | Classifica Generale | Classifica Generale |
| Pos                 | Pilota               | Co-pilota           | Auto                     | Tempo               | Distacco            | Punti               |
| ------------------- | -------------------- | ------------------- | ------------------------ | ------------------- | ------------------- | ------------------- |
| 1°                  | Jean-Pierre Nicolas  | Michel Vial         | Alpine-Renault A110 1800 | 5: 06: 31.0         | 0.0                 | 20                  |
| 2°                  | Jean-François Piot   | Jean De Alexandris  | Alpine-Renault A110 1800 | 5: 14: 40.0         | + 8: 06.0           | 15                  |
| 3°                  | Jean-Luc Thérier     | Marcel Callewaert   | Alpine-Renault A110 1800 | 5: 18: 50.0         | + 12: 15.0          | 12                  |
| 4°                  | Guy Chasseuil        | Christian Baron     | Ford Escort RS1600       | 5: 21: 30.0         | + 15: 02.0          | 10                  |
| 5°                  | Francis Serpaggi     | Félix Mariani       | Alpine-Renault A110 1800 | 5: 24: 40.0         | + 18: 06.0          | 8                   |
| 6°                  | Jean-Pierre Manzagol | Pierre Alessandri   | Alpine-Renault A110 1800 | 5: 27: 30.0         | + 21: 00.0          | 6                   |
| 7°                  | Henri Greder         | Christine           | Opel Commodore GS/E      | 5: 52: 10.0         | + 45: 40.0          | 4                   |
| 8°                  | Gedehem              | Vincent Laverne     | Porsche 911              | 5: 54: 10.0         | + 47: 40.0          | 3                   |
| 9°                  | Jean-Claude Lagniez  | Michel Terry        | Alfa Romeo 2000GTV       | 6: 00: 01.0         | + 53: 35.0          | 2                   |
| 10°                 | Yves Evrard          | Gilbert Carraz      | Audi 80                  | 6: 17: 50.0         | + 1: 11: 02.0       | 1                   |

### Prove speciali
| Giorno                   | Prova | Nome                       | Lunghezza | Vincitore           | Tempo           | V. media        | Leader del rally    |
| ------------------------ | ----- | -------------------------- | --------- | ------------------- | --------------- | --------------- | ------------------- |
| Frazione 1 (1º dicembre) | PS1   | Coti Chiavari - Stilicione | 21,10 km  | Francis Serpaggi    | 15: 48.0        | 80.13 km/h      | Francis Serpaggi    |
| Frazione 1 (1º dicembre) | PS2   | Orone - Sotta              | 21, 30 km | Jean-Pierre Nicolas | 13: 16.0        | 80.13 km/h      | Jean-Pierre Nicolas |
| Frazione 1 (1º dicembre) | PS3   | Porto Vecchio - Zonza      | 37,80 km  | Jean-Pierre Nicolas | 27: 28.0        | 82.57 km/h      | Jean-Pierre Nicolas |
| Frazione 1 (1º dicembre) | PS4   | Aullene - Zicavo           | 25,10 km  | Jean-Pierre Nicolas | 24: 04.0        | 62.58 km/h      | Jean-Pierre Nicolas |
| Frazione 1 (1º dicembre) | PS5   | Cozzano - Ghisoni          | 33,80 km  | Jean-Pierre Nicolas | 33: 25.0        | 60.69 km/h      | Jean-Pierre Nicolas |
| Frazione 1 (1º dicembre) | PS6   | Kamiesh - Zonza            | 38,20 km  | Guy Chasseuil       | 34: 18.0        | 66.82 km/h      | Jean-Pierre Nicolas |
| Frazione 1 (1º dicembre) | PS7   | Aullene - Moca Crocce      | 18,20 km  | Francis Serpaggi    | 16: 41.0        | 65.45 km/h      | Jean-Pierre Nicolas |
| Frazione 1 (1º dicembre) | PS8   | Argiusta - Forciolo        | 15,40 km  | Tappa Annullata     | Tappa Annullata | Tappa Annullata | Jean-Pierre Nicolas |
| Frazione 1 (1º dicembre) | PS9   | Bottacina - Cortichiato    | 10,50 km  | Tappa Annullata     | Tappa Annullata | Tappa Annullata | Jean-Pierre Nicolas |
| Frazione 1 (1º dicembre) | PS10  | Tavera - Bastelica         | 17,10 km  | Tappa Annullata     | Tappa Annullata | Tappa Annullata | Jean-Pierre Nicolas |
| Frazione 1 (1º dicembre) | PS11  | Bastelica - Cauro          | 18,80 km  | Tappa Annullata     | Tappa Annullata | Tappa Annullata | Jean-Pierre Nicolas |
|                          |       |                            |           |                     |                 |                 | Jean-Pierre Nicolas |
| Frazione 2 (2 dicembre)  | PS12  | Panelca - Ghisoni          | 34,60 km  | Tappa Annullata     | Tappa Annullata | Tappa Annullata | Jean-Pierre Nicolas |
| Frazione 2 (2 dicembre)  | PS13  | Ghisoni - Cross            | 16,60 km  | Tappa Annullata     | Tappa Annullata | Tappa Annullata | Jean-Pierre Nicolas |
| Frazione 2 (2 dicembre)  | PS14  | Muracciole - Rospigliani   | 13,00 km  | Tappa Annullata     | Tappa Annullata | Tappa Annullata | Jean-Pierre Nicolas |
| Frazione 2 (2 dicembre)  | PS15  | Ponte Leccia - Morosaglia  | 13,90 km  | Tappa Annullata     | Tappa Annullata | Tappa Annullata | Jean-Pierre Nicolas |
| Frazione 2 (2 dicembre)  | PS16  | Talasani - La Porta        | 24,80 km  | Francis Serpaggi    | 24: 39.0        | 60.37 km/h      | Jean-Pierre Nicolas |
| Frazione 2 (2 dicembre)  | PS17  | Luri - Canari              | 23,90 km  | Jean-François Piot  | 18: 05.0        | 79.30 km/h      | Jean-Pierre Nicolas |
| Frazione 2 (2 dicembre)  | PS18  | Santo Pietro - Lozari      | 43,00 km  | Jean-Pierre Nicolas | 31: 46.0        | 81.22 km/h      | Jean-Pierre Nicolas |
| Frazione 2 (2 dicembre)  | PS19  | Calvi - Fango              | 32,30 km  | Jean-François Piot  | 21: 55.0        | 88.43 km/h      | Jean-Pierre Nicolas |
| Frazione 2 (2 dicembre)  | PS20  | Fango - Partinello         | 31,80 km  | Francis Serpaggi    | 26: 47.0        | 71.24 km/h      | Jean-Pierre Nicolas |
| Frazione 2 (2 dicembre)  | PS21  | Ota - Piana                | 20,50 km  | Jean-François Piot  | 13: 29.0        | 91.22 km/h      | Jean-Pierre Nicolas |